# Śnieżyca duża
Śnieżyca duża, gęś śnieżna (Anser caerulescens) – gatunek dużego, wędrownego ptaka wodnego z rodziny kaczkowatych (Anatidae). Występuje w dwóch odmianach barwnych: jasnej i ciemnej. Zamieszkuje Amerykę Północną (wraz z Grenlandią) i rosyjską Wyspę Wrangla. Nie jest zagrożony wyginięciem.

## Systematyka
Gatunek ten po raz pierwszy zgodnie z zasadami nazewnictwa binominalnego został opisany w 1758 roku przez Karola Linneusza w 10. edycji Systema Naturae, uznawanej za początek nomenklatury zoologicznej. Autor opisał ciemną odmianę barwną, nadał gatunkowi nazwę Anas caerulescens, a jako miejsce typowe wskazał Kanadę, co później uściślono do Zatoki Hudsona. Obecnie gatunek umieszczany jest w rodzaju Anser. Jasna odmiana barwna śnieżycy dużej została w 1769 roku opisana przez Pallasa jako osobny gatunek – Anser hyperboreus.
Wyróżnia się dwa podgatunki A. caerulescens:
- A. caerulescens caerulescens (Linnaeus, 1758)
- A. caerulescens atlanticus (Kennard, 1927)

## Morfologia
Wygląd

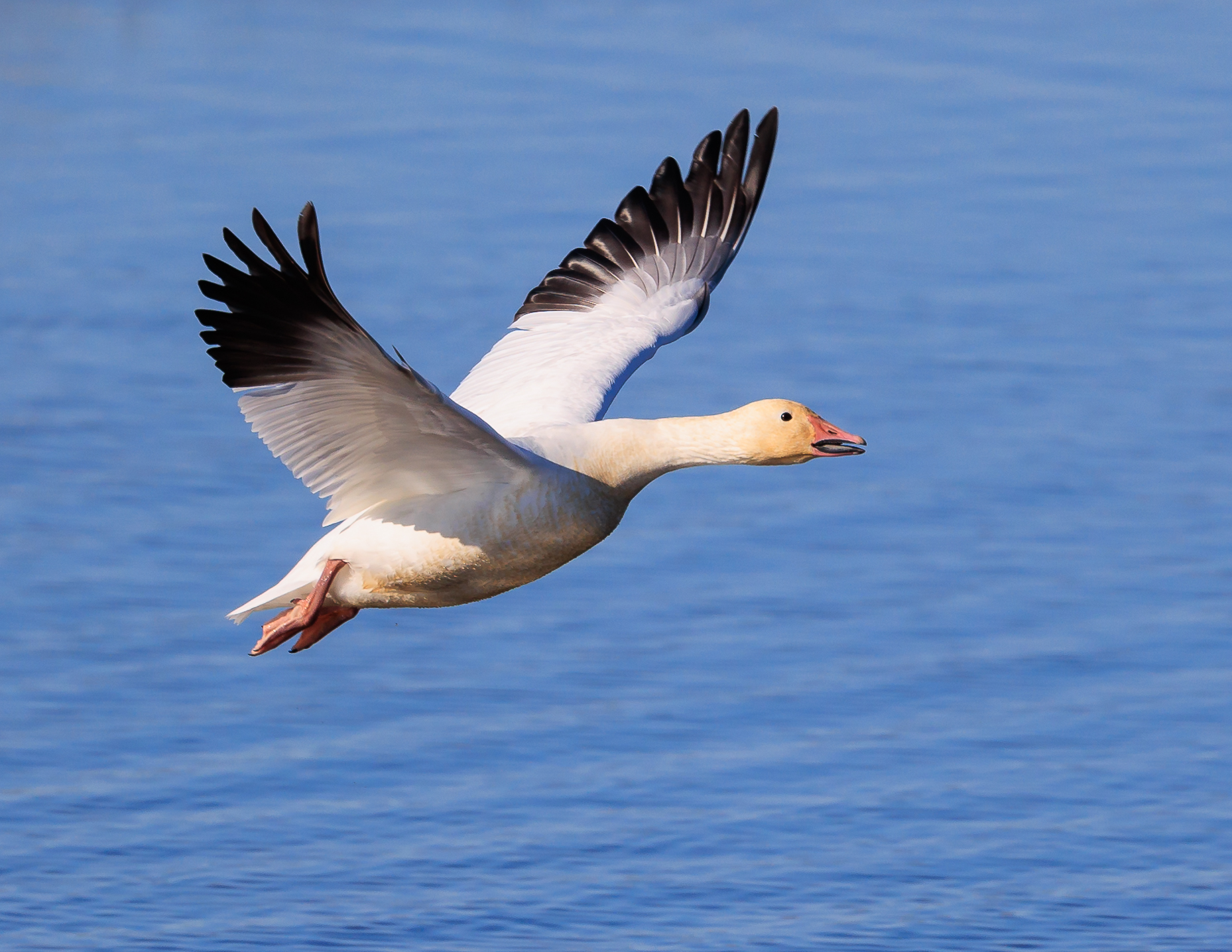
Śnieżyca duża odmiany jasnej w locie

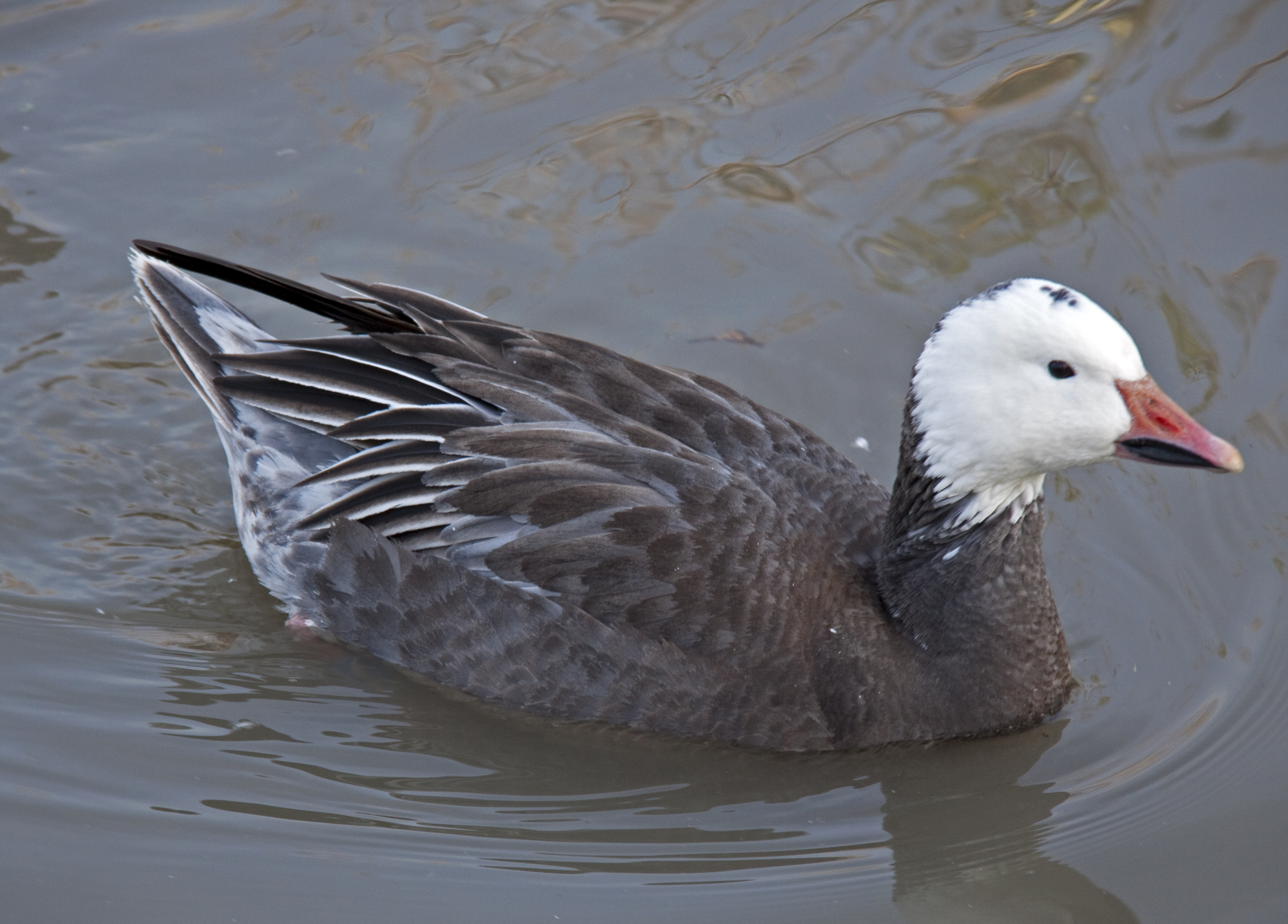
Ciemna odmiana barwna

Obie płcie są do siebie podobne, choć samce przeciętnie są nieco większe. Występuje w dwóch odmianach barwnych: jasnej i ciemnej. Odmiana jasna jest biała, oprócz czarnych lotek pierwszego rzędu i szarych pokryw skrzydłowych pierwszego rzędu. Czasami występują rdzawopomarańczowe plamy na głowie i górnej części szyi – jest to skutek żerowania w osadach lub błocie zawierających tlenki żelaza. Odmiana ta jest podobna do śnieżycy małej, ale jest od niej większa, ma też inny dziób. Odmiana ciemna jest ciemnoszaro-brązowa, z wyjątkiem białej głowy i przodu górnej części szyi; lotki czarniawe, lotki drugiego rzędu mają białawe lub jasnoszare obwódki.
U podgatunku nominatywnego odmiana ciemna występuje pospolicie. Podgatunek atlanticus jest nieco większy, a odmiana ciemna jest u niego skrajnie rzadka.
Rozmiary
- długość ciała: samce 71,1–83,2 cm (średnio 75,6 cm), samice 68,6–81,3 cm (średnio 72,9 cm)[11]
- rozpiętość skrzydeł: 132–165 cm[13]
- masa ciała: samce 1773–3307 g (średnio 2485 g), samice 1606–2751 g (średnio 2181 g)[11]

## Zasięg występowania
Poszczególne podgatunki zamieszkują:
- A. caerulescens caerulescens – Wyspa Wrangla (północno-wschodnia Rosja), północna Alaska, północno-zachodnia Kanada.
- A. caerulescens atlanticus – północno-wschodnia Kanada, północno-zachodnia Grenlandia.

Zimuje w USA i Meksyku.
Sporadycznie bywa obserwowana w Polsce (do 2020 odnotowano 65 stwierdzeń, łącznie obserwowano 94 osobniki), ze względu jednak na to, że nie ma pewności, czy były to pojawy naturalne, gatunkowi temu nadano kategorię D w klasyfikacji AERC i nie jest on zaliczany do awifauny Polski.

## Ekologia i zachowanie

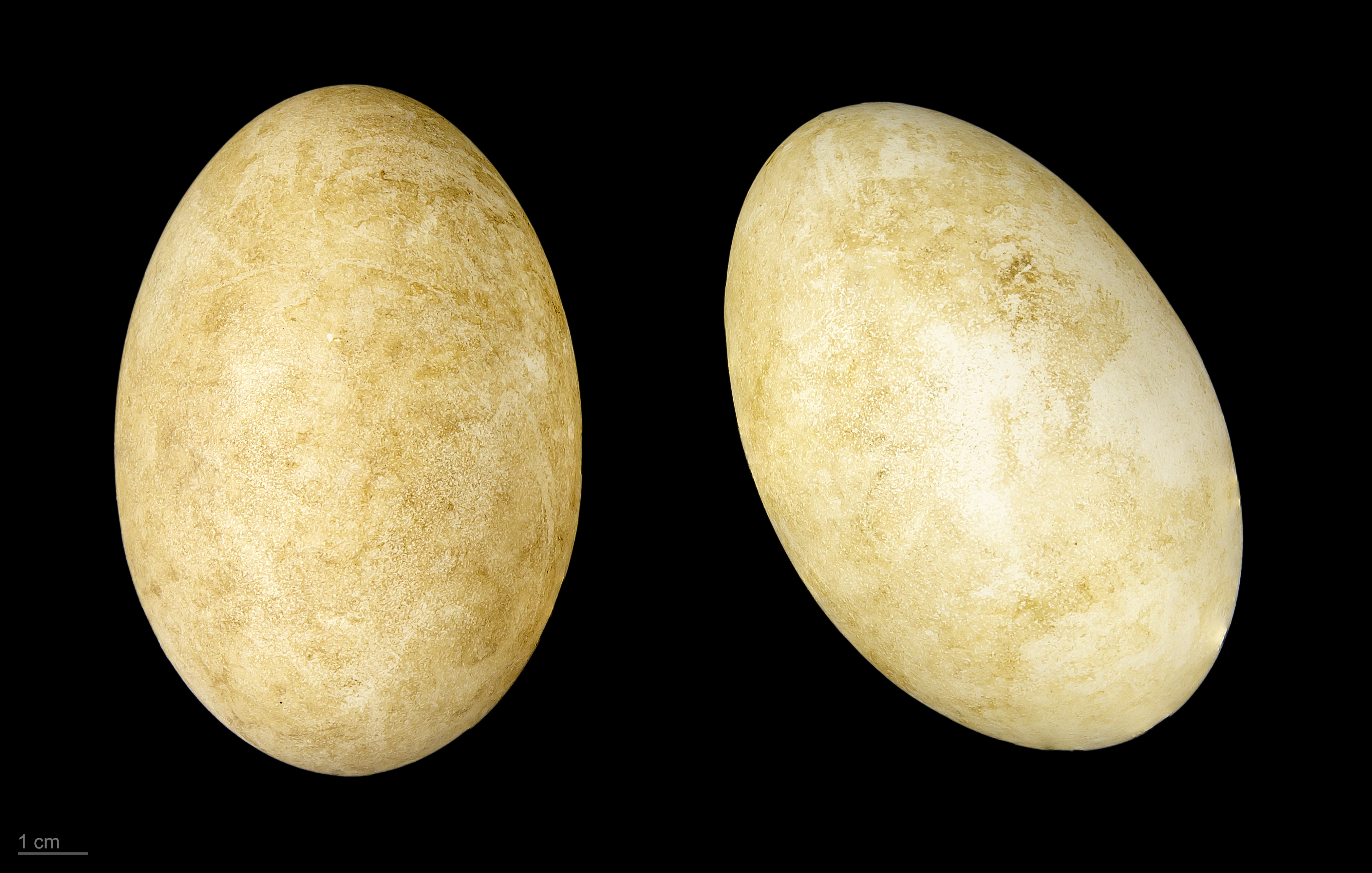
Jaja z kolekcji muzealnej

Jest wędrowna, gniazduje w tundrze, a zimuje na wilgotnych i pokrytych trawą obszarach. Składa od 3 do 5 jaj i wysiaduje je przez 22–25 dni. W zimie zwykle spotykana w stadach z innymi gatunkami, najczęściej z gęsią białoczelną. Podczas lotu odzywa się gdaczącymi okrzykami „koik” lub podobnymi.
Żywi się niemal wyłącznie materiałem roślinnym – zjada trawy, korzenie, bulwy, liście, łodygi i torebki nasienne różnych roślin wodnych i turzyc; zimą także zboża i warzywa.

## Status
Międzynarodowa Unia Ochrony Przyrody (IUCN) uznaje śnieżycę dużą za gatunek najmniejszej troski (LC – Least Concern) nieprzerwanie od 1988 roku. W 2020 roku organizacja Partners in Flight szacowała liczebność światowej populacji na 16 milionów dorosłych osobników. Trend liczebności populacji jest rosnący.